# Marcelo (football, 2002)
Pour les articles homonymes, voir Marcelo.
Marcelo de Araújo Pitaluga Filho dit Marcelo Pitaluga ou simplement Marcelo, né le 20 décembre 2002 à Niterói, est un footballeur brésilien qui évolue au poste de gardien de but au Fluminense FC.

## Biographie
Marcelo est né à Niterói, dans l'État de Rio de Janeiro, et possède également la nationalité allemande.

### Carrière

#### En club
Formé au club de Rio du Fluminense, il figure une première fois sur la feuille de match d'une rencontre de l'équipe première le 5 décembre 2019, alors qu'il n'a encore que 16 ans, à l'occasion d'un match de Serie A contre Fortaleza. Il intègre alors régulièrement l'effectif professionnel du club carioca.
Au vu de ses performances en équipes de jeunes, il est notamment annoncé avec insistance auprès du Liverpool de Klopp,. Il signe de fait pour Liverpool le 8 octobre 2020,  pour un montant de transfert estimé à 1,8 million de livres sterling.

#### En équipe nationale
Marcelo est sélectionné avec l'équipe du Brésil des moins de 17 ans pour participer pour la Coupe du monde des moins de 17 ans qui a lieu au Brésil. Il est le gardien remplaçant lors de ce tournoi, derrière Matheus Donelli. Le Brésil remporte cette compétition, en battant en finale le Mexique.

## Palmarès
Brésil -17 ans
- Coupe du monde -17 ans :
  - Vainqueur en 2019.